# Wale
Olubowale Victor Akintimehin (21 de setembro de 1984, Washington DC), conhecido como Wale, é um rapper norte-americano de origem nigeriana.

## Álbuns

### Álbuns de estúdio
| Título            | Detalhes sobre o álbum                                                                                          | Posições máximanas paradas | Posições máximanas paradas | Posições máximanas paradas | Posições máximanas paradas | Vendas         |
| Título            | Detalhes sobre o álbum                                                                                          | US                         | US R&B                     | US Rap                     | CAN                        | Vendas         |
| ----------------- | --- | -------------------------- | -------------------------- | -------------------------- | -------------------------- | -------------- |
| Attention Deficit | - Lançado em: 10 de novembro de 2009 - Etiqueta: Allido, Interscope - Formato: CD, download digital             | 21                         | 3                          | 2                          | —                          | - EUA: 200.000 |
| Ambition          | - Lançado em: 01 novembro de 2011 - Etiqueta: Maybach Music Group, Warner Bros. - Formato: CD, download digital | 2                          | 1                          | 1                          | —                          | - EUA: 600.000 |
| The Gifted        | - Lançado em: 25 de junho de 2013 - Etiqueta: Maybach Music Group, Atlantic - Formato: CD, download digital     | 1                          | 1                          | 1                          | 10                         | - EUA: 208.000 |

### Compilações
| Título                                     | Detalhes sobre o álbum                                                                                          | Posições máximas nas paradas | Posições máximas nas paradas | Posições máximas nas paradas | Vendas         |
| Título                                     | Detalhes sobre o álbum                                                                                          | US                           | US R&B                       | US Rap                       | Vendas         |
| ------------------------------------------ | --- | ---------------------------- | ---------------------------- | ---------------------------- | -------------- |
| Self Made Vol. 1 (com Maybach Music Group) | - Lançado em: 23 de maio de 2011 - Etiqueta: Maybach Music Group, Warner Bros. - Formato: CD, download digital  | 5                            | 1                            | 1                            | - EUA: 230.000 |
| Self Made Vol. 2 (com Maybach Music Group) | - Lançado em: 26 de junho de 2012 - Etiqueta: Maybach Music Group, Warner Bros. - Formato: CD, download digital | 4                            | 1                            | 1                            | - EUA: 285.000 |
| Self Made Vol. 3 (com Maybach Music Group) | - Lançado em: 06 de agosto de 2013 - Etiqueta: Maybach Music Group, Atlantic - Formato: CD, download digital    | —                            | —                            | —                            |                |

### Mixtapes
| Título                       | Detalhes sobre o álbum                                                                                 |
| ---------------------------- | --- |
| Paint a Picture              | - Lançado: 2005 - Formato: CD - Etiqueta: Wale                                                         |
| Hate Is the New Love         | - Lançado: 2006 - Formato: CD - Etiqueta: Estúdio 43                                                   |
| 100 Miles & Running]         | - Lançado em: 9 de novembro de 2007 - Formato: Download Digital - Etiqueta: Wale                       |
| The Mixtape About Nothing    | - Lançado em: 30 de maio de 2008 - Formato: Download Digital - Etiqueta: 10.Deep Clothing              |
| Back to the Feature          | - Lançado em: 19 de junho de 2009 - Formato: Download Digital - Etiqueta: Modulor                      |
| More About Nothing           | - Lançado em: 03 de agosto de 2010 - Formato: Download Digital - Etiqueta: O Conselho de Administração |
| The Eleven One Eleven Theory | - Lançado em: 17 ago 2011 - Formato: Download Digital - Etiqueta: Maybach Music Group                  |
| Folarin                      | - Lançado em: 24 dez 2012 - Formato: Download Digital - Etiqueta: Maybach Music Group                  |

### Como artista principal
| Título                                                                            | Ano  | Posições nas paradas de pico | Posições nas paradas de pico | Posições nas paradas de pico | Posições nas paradas de pico | Posições nas paradas de pico | Posições nas paradas de pico | Posições nas paradas de pico | Posições nas paradas de pico | Posições nas paradas de pico | Certificações | Álbum                          |
| Título                                                                            | Ano  | US                           | US R&B                       | US Rap                       | AUS                          | BEL (VL)                     | CAN                          | FR                           | IRE                          | UK                           | Certificações | Álbum                          |
| --------------------------------------------------------------------------------- | ---- | ---------------------------- | ---------------------------- | ---------------------------- | ---------------------------- | ---------------------------- | ---------------------------- | ---------------------------- | ---------------------------- | ---------------------------- | ------------- | ------------------------------ |
| "Chillin"[A] (com Lady Gaga)                                                      | 2009 | 99                           | 125                          | —                            | 29                           | 70                           | 73                           | —                            | 19                           | 12                           |               | Attention Deficit              |
| "World Tour" (com Jazmine Sullivan)                                               | 2009 | —                            | —                            | —                            | —                            | —                            | —                            | —                            | —                            | —                            |               | Attention Deficit              |
| "Pretty Girls" (com Gucci Mane e Weensey)                                         | 2009 | —                            | 56                           | —                            | —                            | —                            | —                            | —                            | —                            | —                            |               | Attention Deficit              |
| "That Way" (com Jeremih e Rick Ross)                                              | 2011 | 49                           | 4                            | 5                            | —                            | —                            | —                            | —                            | —                            | —                            |               | Self Made, Vol. 1 and Ambition |
| "Lotus Flower Bomb" (com Miguel)                                                  | 2011 | 38                           | 1                            | 3                            | —                            | —                            | —                            | —                            | —                            | —                            |               | Ambition                       |
| "Sabotage"[B] (com Lloyd)                                                         | 2012 | 107                          | 16                           | 16                           | —                            | —                            | —                            | —                            | —                            | —                            |               | Ambition                       |
| "Bag of Money" (com Rick Ross, Meek Mill e T-Pain)                                | 2012 | 64                           | 2                            | 3                            | —                            | —                            | —                            | —                            | —                            | —                            |               | Self Made, Vol. 2              |
| "Actin' Up" (com Meek Mill e French Montana)                                      | 2012 | —                            | 87                           | —                            | —                            | —                            | —                            | —                            | —                            | —                            |               | Self Made, Vol. 2              |
| "Bad" (com Rihanna)                                                               | 2013 | 21                           | 5                            | 3                            | —                            | —                            | —                            | 141                          | —                            | 112                          | - RIAA: Gold  | The Gifted                     |
| "LoveHate Thing" (com Sam Dew)                                                    | 2013 | 89                           | 30                           | —                            | —                            | —                            | —                            | —                            | —                            | —                            |               | The Gifted                     |
| "Poor Decisions" (com Rick Ross e Lupe Fiasco)                                    | 2013 | —                            | —                            | —                            | —                            | —                            | —                            | —                            | —                            | —                            |               | Self Made, Vol. 3              |
| "—" denotes a recording that did not chart or was not released in that territory. |      |                              |                              |                              |                              |                              |                              |                              |                              |                              |               |                                |

### Como artista em destaque
| "Rising Up" (The Roots com Chrisette Michele e Wale)                              | 2008 | —   | —   | —  | —  | —  | —  | — | — |                     | Rising Down            |
| "Change" (Daniel Merriweather com Wale)                                           | 2009 | —   | —   | —  | 41 | 66 | 13 | 6 | 8 |                     | Love & War             |
| "Fragile"[D] (Chrisette Michele com Wale)                                         | 2009 | —   | 101 | —  | —  | —  | —  | — | — |                     | Epiphany               |
| "No Hands" (Waka Flocka Flame com Roscoe Dash e Wale)                             | 2010 | 13  | 2   | 1  | —  | —  | —  | — | — | - RIAA: 3× Platinum | Flockaveli             |
| "Pocahontas" (Shawty Lo com Twista e Wale)                                        | 2011 | —   | —   | —  | —  | —  | —  | — | — |                     | Still Got Units        |
| "Where They Do That At?" (Sabi com Wale)                                          | 2012 | —   | —   | —  | —  | —  | —  | — | — |                     | Non-album single       |
| "What It Look Like"[E] (Currensy com Wale)                                        | 2012 | —   | 107 | —  | —  | —  | —  | — | — |                     | The Stoned Immaculate  |
| "Let's Get Down" (Skrillex and 12th Planet com Wale)                              | 2012 | —   | —   | —  | —  | —  | —  | — | — |                     | Non-album single       |
| "In & Out" (Marcus Canty com Wale)                                                | 2012 | —   | 56  | —  | —  | —  | —  | — | — |                     | This...Is Marcus Canty |
| "Diced Pineapples" (Rick Ross com Wale e Drake)                                   | 2012 | 71  | 16  | 14 | —  | —  | —  | — | — |                     | God Forgives, I Don't  |
| "Hold Up" (Cash Out com Wale)                                                     | 2012 | —   | 50  | —  | —  | —  | —  | — | — |                     | Patience               |
| "Better Be Good" (RaVaughn com Wale)                                              | 2012 | —   | —   | —  | —  | —  | —  | — | — |                     | Non-album single       |
| "Bad Ass" (Kid Ink com Wale e Meek Mill)                                          | 2013 | 90  | 27  | —  | —  | —  | —  | — | — |                     | Almost Home            |
| "So Many Girls" (DJ Drama com Tyga, Wale e Roscoe Dash)                           | 2013 | 90  | 30  | —  | —  | —  | —  | — | — |                     | Quality Street Music   |
| "Bounce It" (Juicy J com Wale e Trey Songz)                                       | 2013 | 102 | 32  | —  | —  | —  | —  | — | — |                     | Stay Trippy            |
| "—" denotes a recording that did not chart or was not released in that territory. |      |     |     |    |    |    |    |   |   |                     |                        |

### Singles promocionais
| "Nike Boots"                                | 2008 | —  | —   | Non-album single |
| "Bad Girls Club" (com J. Cole)              | 2011 | —  | —   | Non-album single |
| "Chain Music"                               | 2011 | —  | —   | Ambition         |
| "Bait"[F]                                   | 2011 | —  | 102 | Ambition         |
| "Focused" (com Kid Cudi)                    | 2011 | 97 | —   | Ambition         |
| "—" denotes a recording that did not chart. |      |    |     |                  |

## Outras canções cartografadas
| "Black and Purple" (Mullyman com Wale e Wiz Khalifa)  | 2011 | —  | 98  | WiRemix 5        |
| "600 Benz"[G] (com Rick Ross e Jadakiss)              | 2011 | —  | 106 | Self Made Vol. 1 |
| "Play Your Part"[H] (com D.A., Meek Mill e Rick Ross) | 2011 | —  | 112 | Self Made Vol. 1 |
| "Ambition" (com Meek Mill e Rick Ross)                | 2011 | 81 | —   | Ambition         |
| "Slight Work" (com Big Sean)                          | 2011 | —  | 63  | Ambition         |
| "M.I.A." (com Omarion)                                | 2012 | —  | 50  | Self Made Vol. 2 |
| "—" denotes a recording that did not chart.           |      |    |     |                  |